# Ma tante

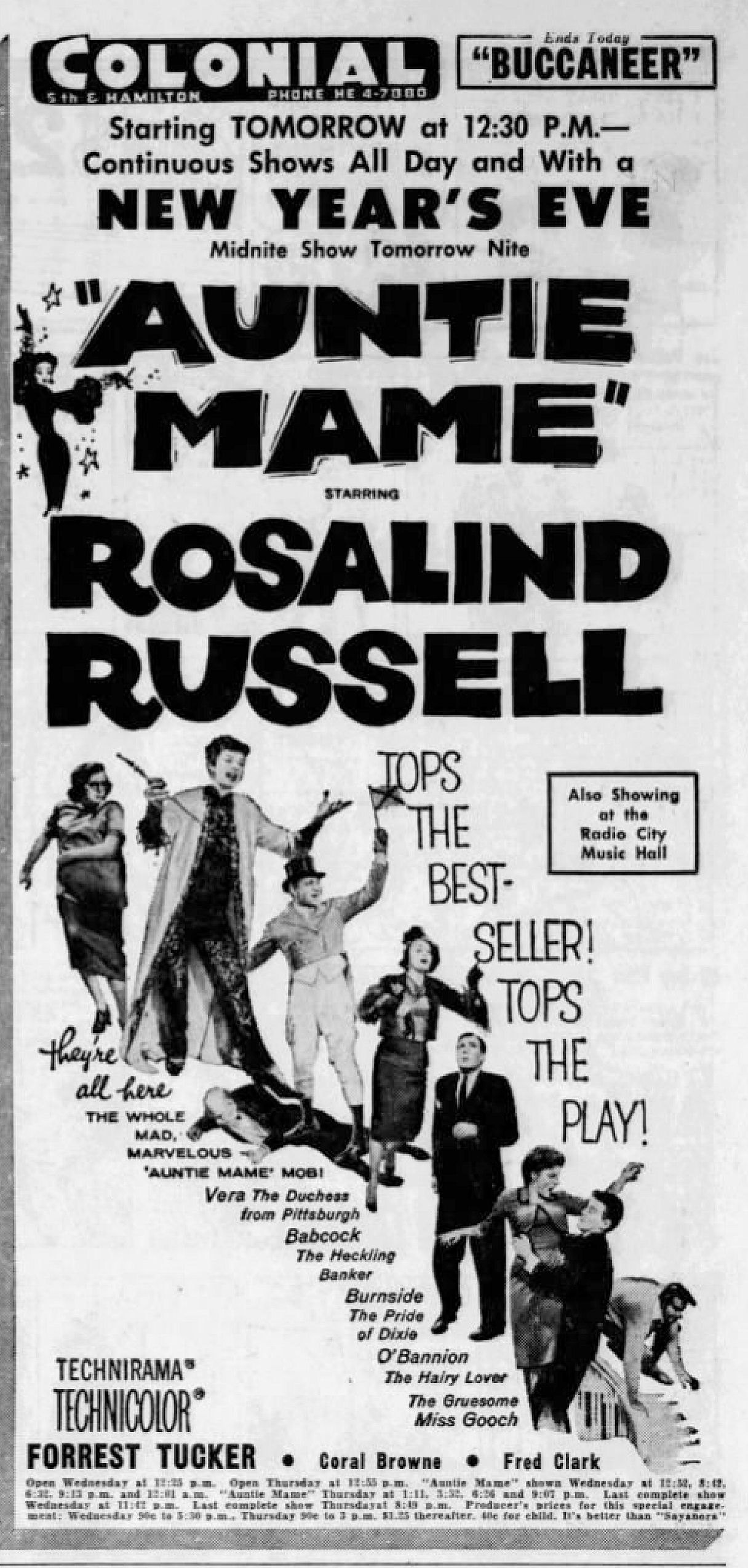
Publicité du film pour le cinéma Colonial dans le journal Morning Call - numéro du 30 Décembre 1958

Ma tante (Auntie Mame) est un film américain réalisé par Morton DaCosta, sorti en 1958.

## Fiche technique
- Titre : Ma tante
- Titre original : Auntie Mame
- Réalisation : Morton DaCosta, assisté de Don Alvarado
- Scénario : Betty Comden et Adolph Green d'après le livre de Patrick Dennis
- Production : Morton DaCosta
- Société de production : Warner Bros. Pictures
- Musique : Bronislau Kaper
- Photographie : Harry Stradling Sr.
- Montage : William H. Ziegler
- Pays d'origine : États-Unis
- Format : Couleurs - 2,35:1 - Mono
- Genre : Comédie dramatique
- Durée : 143 minutes
- Date de sortie : 1958
- Affiche : Jean Mascii (France)

## Distribution
- Rosalind Russell : Mame Dennis
- Forrest Tucker : Beauregard Jackson Pickett Burnside
- Coral Browne : Vera Charles
- Fred Clark : Dwight Babcock
- Roger Smith : Patrick Dennis, vieux
- Patric Knowles : Lindsay Woolsey
- Peggy Cass : Agnes Gooch
- Pippa Scott : Pegeen Ryan
- Connie Gilchrist : Norah Muldoon
- Yuki Shimoda : Ito
- Lee Patrick : Doris Upson
- Joanna Barnes : Gloria Upson
- Olive Blakeney (non créditée) : la douairière

## Autour du Film
- Dans la version française les voix des acteurs sont respectivement (reconnaissances personnelles): Lita Recio (Rosalind Russell), Pierre Leproux (Forrest Tucker), Claude Daltys (Coral Browne), Jean-Henri Chambois (Fred Clark),Michel Francois (Roger Smith), Raymond Loyer (Patric Knowles), Linette Lemercier (Jan Handzlik), Pierre Morin (Willard Waterman), Claude Bertrand (Robin Hughes), Roger Rudel (Henry Brandon), Serge Nadaud (Gregory Gaye), Jacques Berlioz (Morton Dacosta)